# آتسوشی فوجیموتو
آتسوشی فوجیموتو (انگلیسی: Atsushi Fujimoto؛ زادهٔ ۴ اکتبر ۱۹۷۷) بازیکن بیس‌بال اهل ژاپن است.
وی در مسابقات کشوری و بین‌المللی در مجموع برندهٔ ۱ مدال برنز شده‌است.